# Église Notre-Dame-de-la-Couldre
Pour les articles homonymes, voir Église Notre-Dame et Notre-Dame.
L’église Notre-Dame-de-la-Couldre est une ancienne église paroissiale de style roman, datée du XIIe siècle et située à Parthenay (Deux-Sèvres).

## Historique
L'église est mentionnée dans le Pouillé du diocèse de Poitiers daté des environs de 1300 sous le nom de Beata Maria Partiniaci. Elle y est décrite comme le siège d'un archiprêtré participant à la nomination des évêques du diocèse de Poitiers.
On en fait le lieu de la conversion de Guillaume IX, duc d’Aquitaine par saint Bernard en 1135.
En 1623, l’église est attribuée aux ursulines qui construisaient leur couvent à proximité.
En 1789, elle est vendue comme bien national à Pierre-Jean Andrieux, prêtre défroqué et futur député de Parthenay. Son propriétaire voulut la transformer en filature, ce qui provoqua d’importantes destructions.
En 1847, les ursulines acquièrent de nouveau les bâtiments pour y établir une école. Les vestiges sont toujours inclus dans le collège privé Notre-Dame-de-la-Couldre.
L’édifice apparaît sur la liste des Monuments historiques classés de 1862, et a été visité par Prosper Mérimée dès 1840.

## Description des vestiges
Seuls demeurent aujourd’hui debout la partie inférieure de la façade, visible de la rue, ainsi que les murs latéraux, l’abside et une absidiole. Le portail est composé d'une archivolte en plein cintre à cinq voussures, dont quatre sont historiées : 
- la première voussure présente le Christ dans un médaillon soutenus par deux anges, eux-mêmes soutenus par les statues figurant un apôtre ou un Évangéliste et un prophète ;
- la deuxième voussure comporte les deux annonciations (à la Vierge et à Zacharie, concernant les naissances respectives du Christ et de saint Jean-Baptiste), avec sur la clé un Agneau ;
- la troisième voussure représente une Psychomachie, c'est-à-dire le triomphe des vertus sur les vices ;
- enfin, la quatrième voussure historiée représente les vieillards de l’Apocalypse.

Cette façade-écran, typique de l'art roman poitevin, comprend deux arcades aveugles dotées de restes de sculptures :
- à gauche, peut-être un empereur Constantin triomphant du paganisme ;
- à droite, la croupe d'un lion et le pied d'un personnage : Samson ou David ?

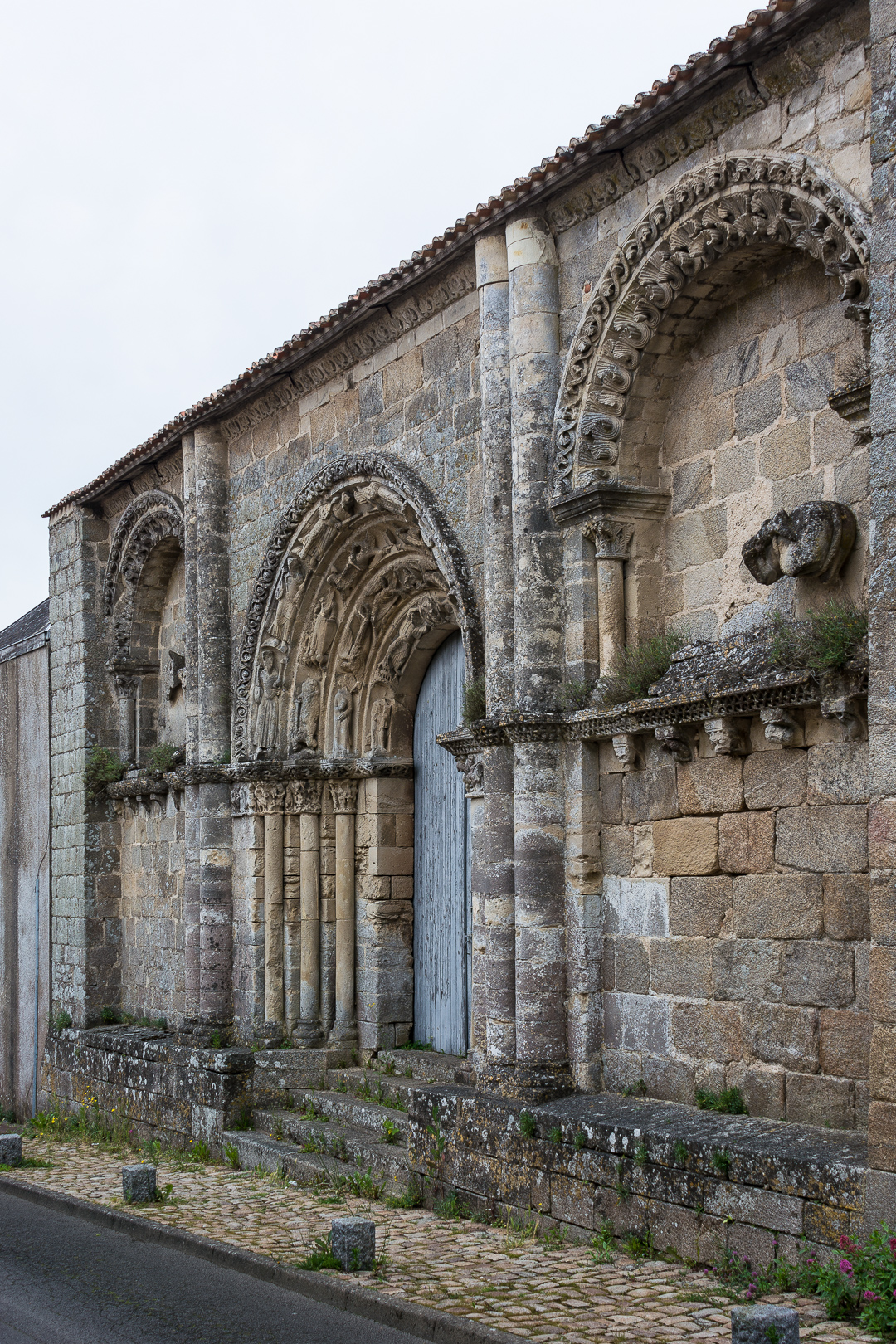
Vue de la droite.
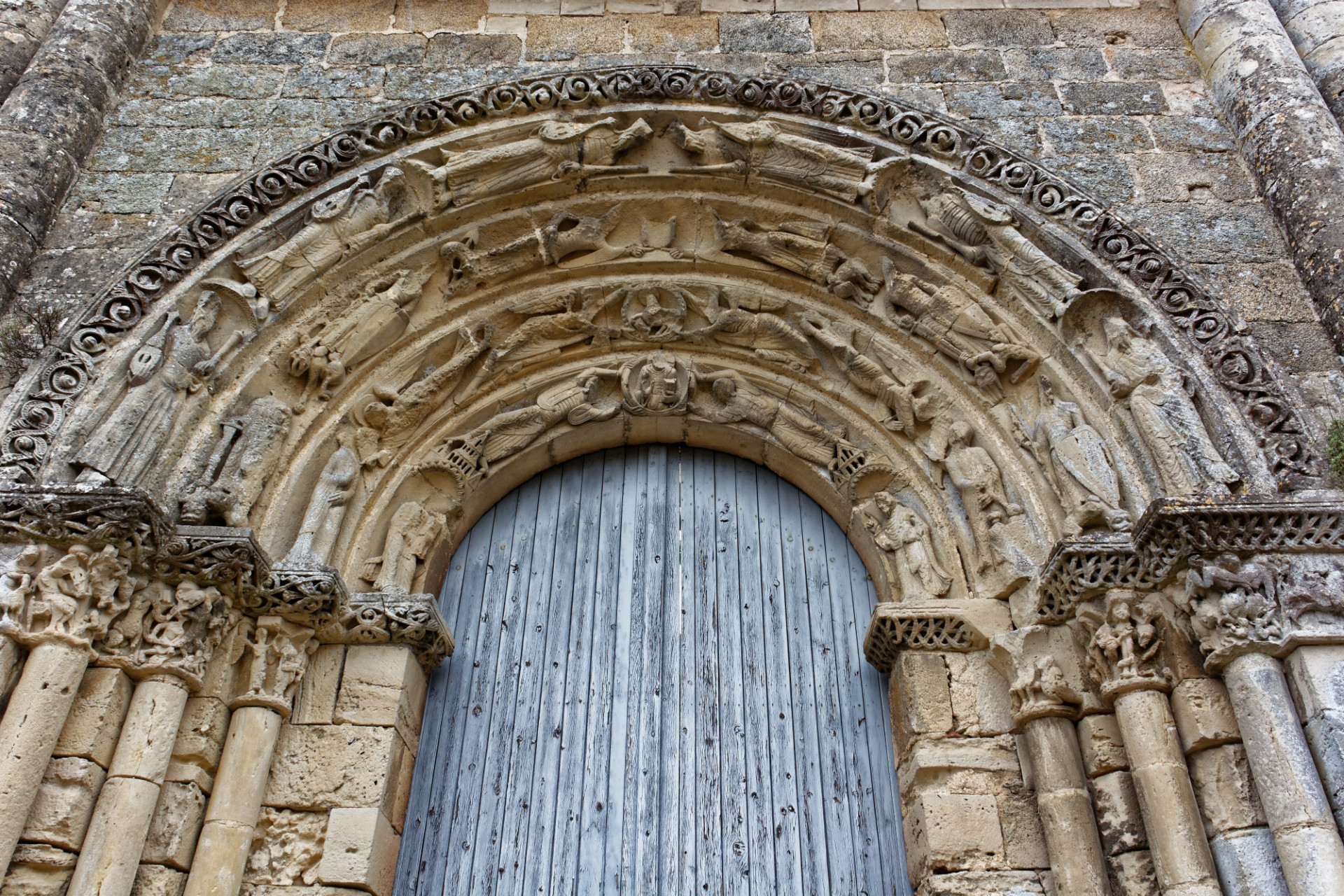
Portail.
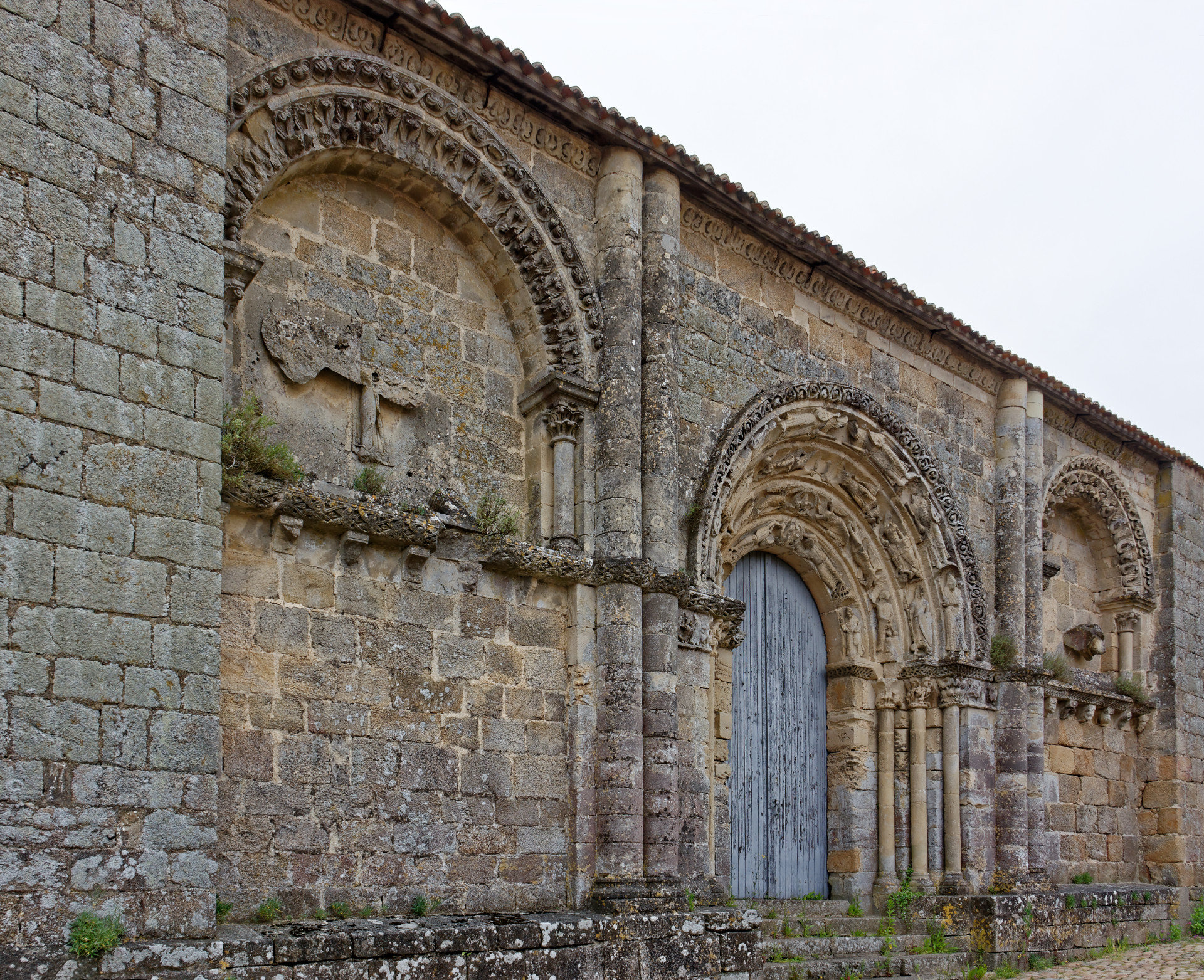
Vue de la gauche.

## Musées
Les sculptures provenant de cet édifice sont dispersées et exposées dans différents musées, à la suite de leur vente au début du XXe siècle :
- Louvre : haut-relief de l'annonce aux bergers, chapiteaux du sacrifice d'Abraham et du combat de David et Goliath ;
- Musée Isabella Stewart Gardner de Boston : haut-relief de l'entrée à Jérusalem et deux bustes de vieillards de l'Apocalypse ;
- Glencairn Museum (en) de Bryn Athyn, État de Pennsylvanie : buste de vieillard de l'Apocalypse et tête couronnée ;
- Fogg Art Museum à Cambridge, État du Massachusetts : tête couronnée ;
- Metropolitan Museum of Art de New York : tête couronnée
- Musée d'art et d'histoire de Parthenay : tête barbue